# Jüdischer Friedhof (Eschweiler)

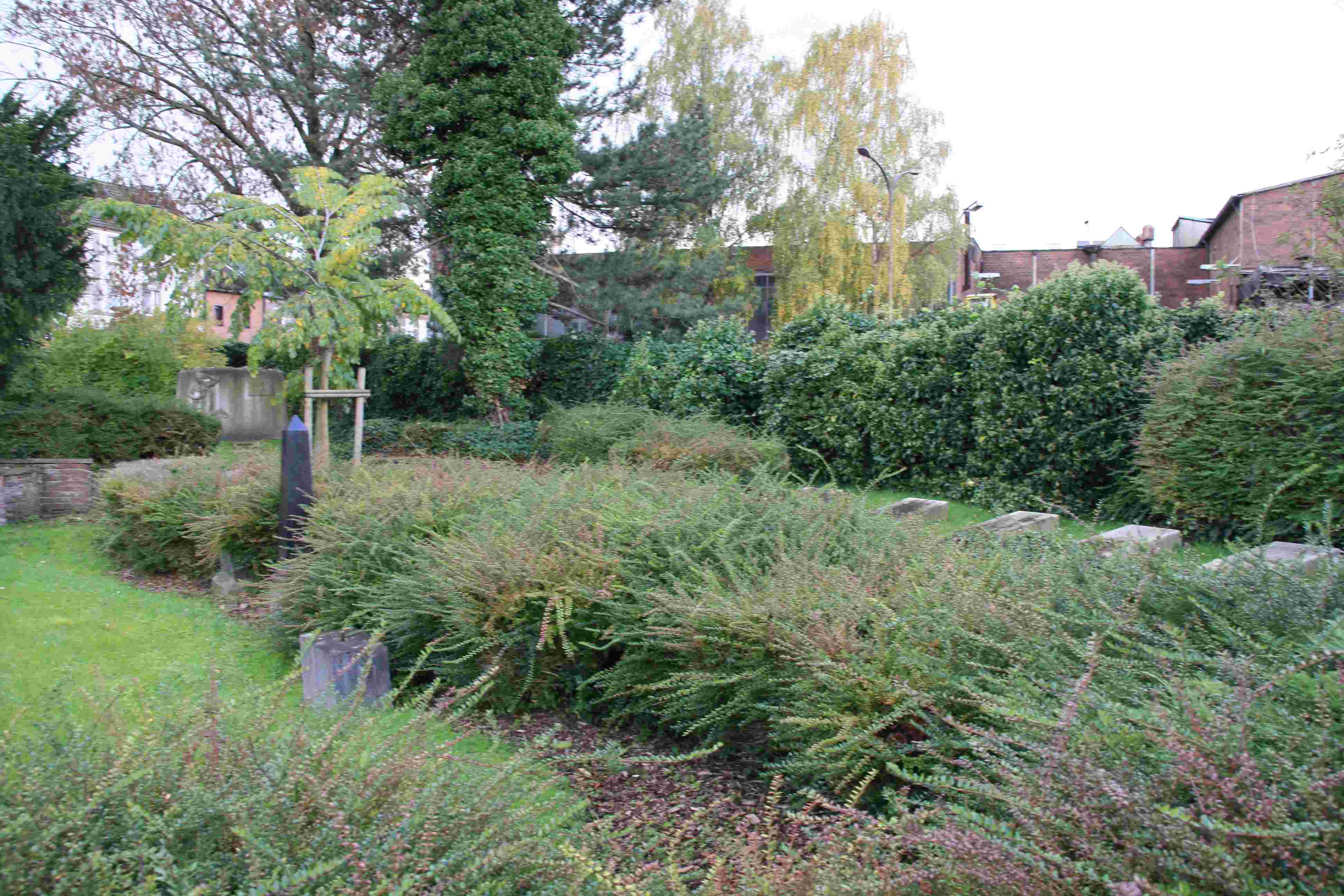
Teilansicht des Friedhofes

Der Jüdische Friedhof Eschweiler liegt in der Innenstadt von Eschweiler Ecke Talstraße/Grachtstraße in der Städteregion Aachen (Nordrhein-Westfalen).
Der Friedhof wurde zwischen 1820 und 1941 belegt. Heute sind noch 80 Grabsteine (Mazewot) vorhanden.
Zwischen 1942 und 1945 wurde die Begräbnisstätte völlig zerstört. Daraufhin wurden 1956 die Toten exhumiert und auf dem Friedhof im Stadtteil Pumpe wieder beigesetzt. Nach Protesten der jüdischen Gemeinde in Aachen wurde der Friedhof in der Talstraße wieder hergerichtet und die Toten wieder zurück umgebettet. Die Grabsteine sind nebeneinander auf den Boden gelegt.
Der Friedhof ist unter Nr. 192 in die Denkmalliste der Stadt Eschweiler eingetragen.